# Рагульский, Валерий Валерианович
Валерий Валерианович Рагульский (18 января 1943 — 12 апреля 2022) — советский и российский физик, член-корреспондент РАН (2000).

## Биография
Родился 18 января 1943 года в г. Мичуринске Тамбовской области.
В 1966 году окончил МГУ.
С 1966 по 1977 годы работал в ФИАН СССР.
С 1977 года работал в лаборатории воздействия плазмы и излучения с материалами Института проблем механики имени А. Ю. Ишлинского РАН.
В 2000 году избран членом-корреспондентом РАН.
Скончался 12 апреля 2022 года. Похоронен на кладбище «Ракитки» (участок 30А).

## Научная деятельность
Открыл и изучил новое физическое явление — обращение волнового фронта света. Им впервые поставлен вопрос о возможности такого обращения при нелинейном взаимодействии света с веществом, экспериментально обнаружено это явление, а также выявлены его основные особенности и условия существования. На основе обращения волнового фронта им созданы принципиально новые лазерные системы, которые независимо от качества используемых элементов генерируют мощные пучки света с предельно высокой (дифракционной) направленностью и осуществляют их самонаведение на объекты. Изучил влияние различных характеристик оптического излучения на процессы его вынужденного рассеяния. На базе такого рассеяния им созданы лазерные генераторы и усилители, обеспечивающие практически полное преобразование слабонаправленного света в излучение с дифракционной направленностью. Обнаружил влияние переменного поля на сопротивление анизотропного проводника и показана возможность использования этого эффекта для регистрации электромагнитного излучения в диапазоне от радио до световых волн. Предложил и выполнил опыты, в которых с точностью, на несколько порядков превосходящей достигнутую ранее, подтверждено предположение о том, что окружающее нас пространство является оптически изотропным.
Автор ряда эффективных методов экспериментальной физики. Разработал широко используемые сейчас способы обнаружения обращенных волн и регистрации расходимости лазерных пучков. Им предложен новый способ измерения спектральной зависимости скорости света и созданы новые типы оптических интерферометров.

## Награды
- Государственная премия СССР в области науки и техники (в составе группы, за 1983 год) — за цикл работ по самообращению волнового фронта света при вынужденном рассеянии на гиперзвуке